# Masaya (departement)
Masaya is een departement van Nicaragua, gelegen in het westen van het land. De hoofdstad is de gelijknamige stad Masaya.
Het departement heeft een oppervlakte van 611 km² en is daarmee het kleinste van alle Nicaraguaanse departementen. Met een inwoneraantal van 386.237 (2019) is het departement dichtbevolkt.
In het departement bevindt zich ook de Masayavulkaan. De laatste uitbarsting van deze caldera was in 1772. In 2001 vond een explosie plaats in de krater, waarbij rotsstukken vijfhonderd meter de lucht in geslingerd werden. De vulkaan werd in 1979 het eerste en grootste nationale park van Nicaragua, het Parque Nacional Volcan Masaya. De Masaya is de enige vulkaan op het westelijk halfrond waarbij de kraterrand per auto bereikt kan worden.

## Gemeenten
Het departement is ingedeeld in negen gemeenten:
- Catarina
- La Concepción
- Masatepe
- Masaya
- Nandasmo
- Nindirí
- Niquinomo
- San Juan de Oriente
- Tisma

Boaco · Carazo · Chinandega · Chontales · Estelí · Granada · Jinotega · León · Madriz · Managua · Masaya · Matagalpa · Nueva Segovia · Rivas · Río San Juan
Autonome regio's: Región Autónoma de la Costa Caribe Norte · Región Autónoma de la Costa Caribe Sur